# Gerrardanthus macrorhizus
Gerrardanthus macrorhizus là một loài thực vật có hoa trong họ Cucurbitaceae. Loài này được George Bentham và Joseph Dalton Hooker mô tả khoa học đầu tiên năm 1867, dựa theo tên do William Henry Harvey (1811-1866) đặt trước đó.

## Phân bố
Loài bản địa Nam Phi (các tỉnh Cape, KwaZulu-Natal), miền nam Mozambique, Swaziland.

## Hình ảnh

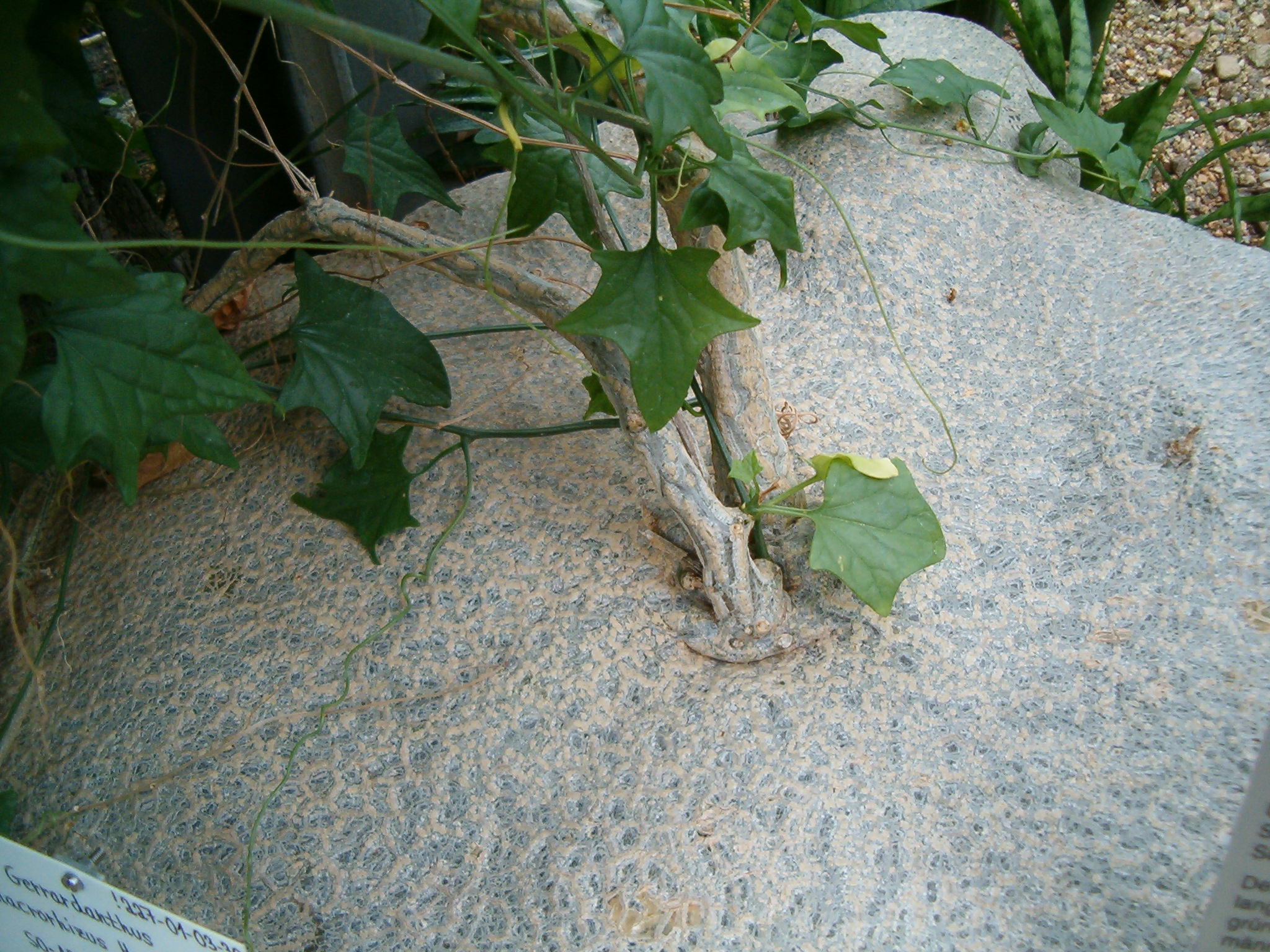
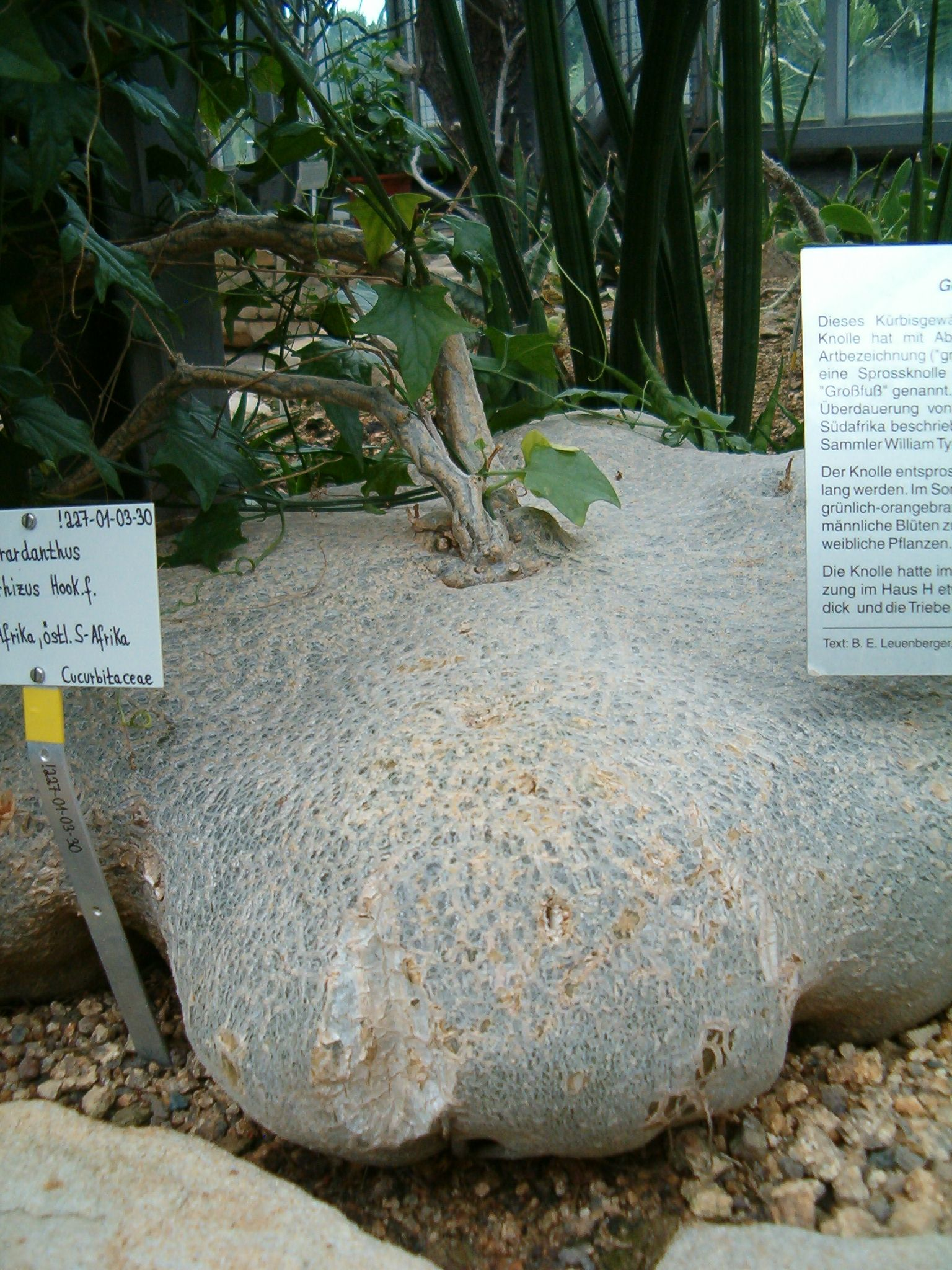
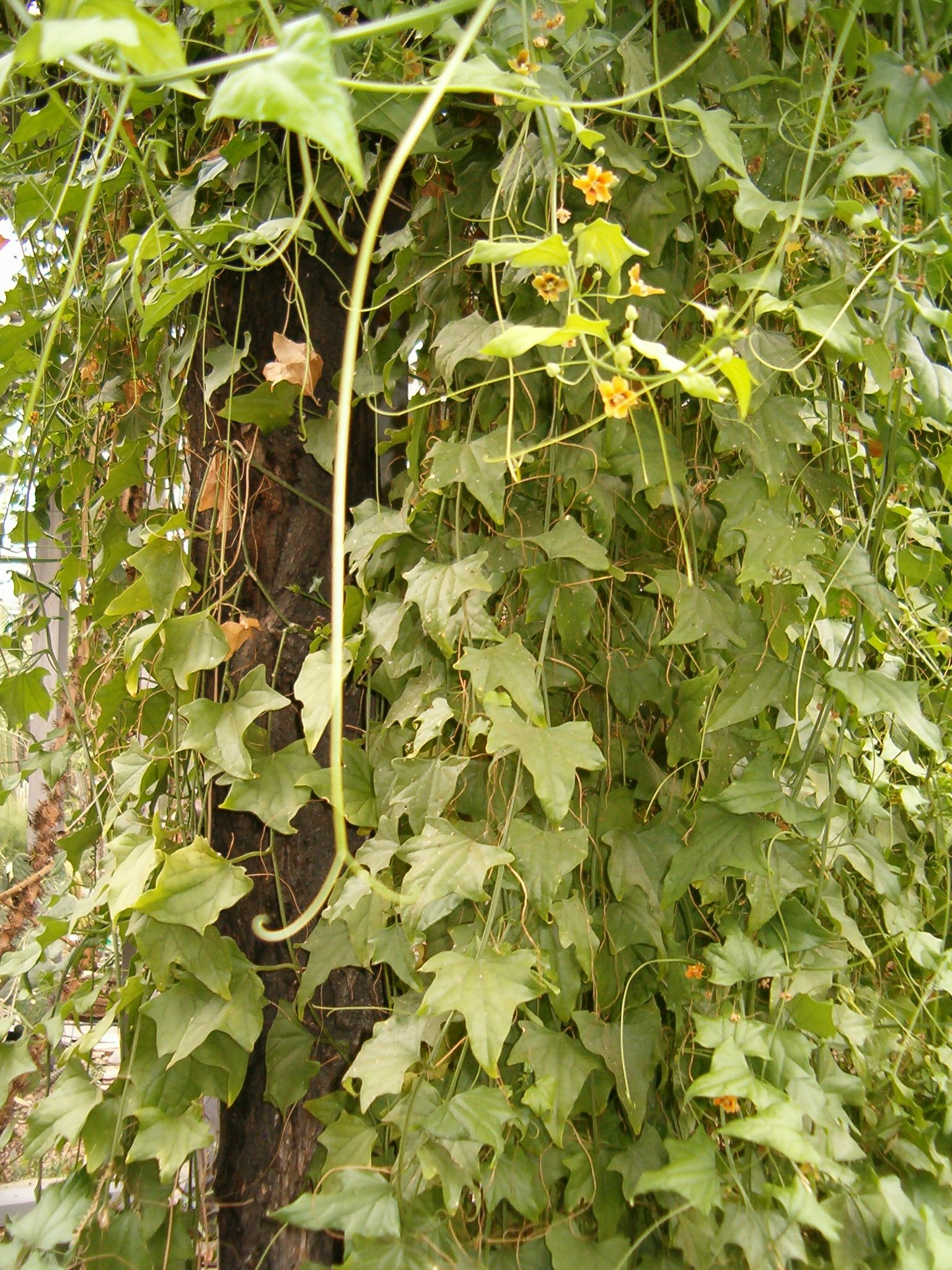
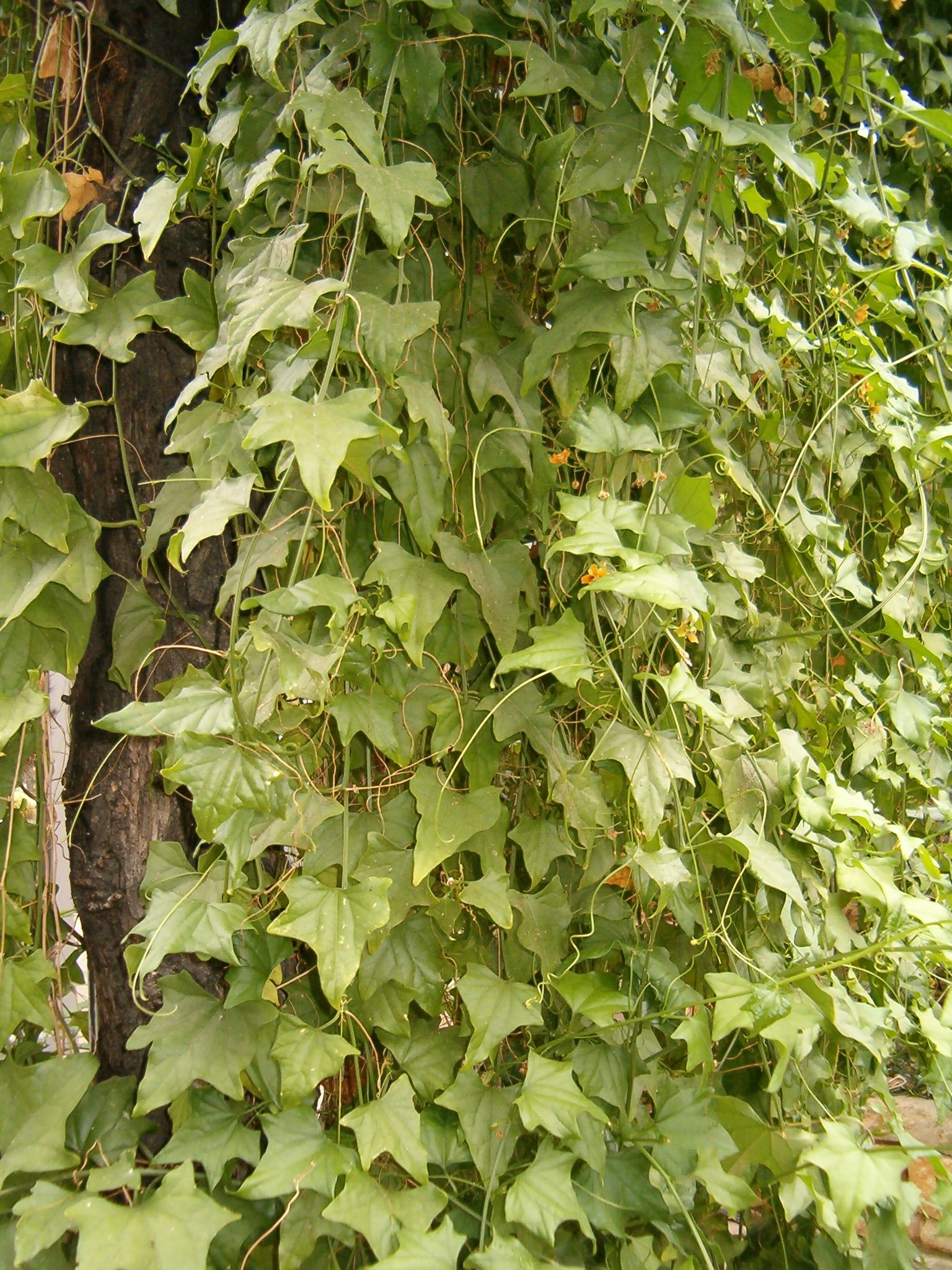